# 反资本主义左翼 (比利时)
反资本主义左翼（法語：Gauche anticapitaliste，缩写为GA），又称争取反资本主义计划潮流（荷蘭語：Stroming voor een Antikapitalistisch Project，缩写为SAP），是比利时的一个托洛茨基主义政党。该党成立于1971年，当时取名为工人革命联盟；1984年，该党更名为社会主义工人党；2005年，该党的法语名称更改为革命共产主义联盟，荷兰语名称则继续沿用“社会主义工人党”；2017年10月，该党的法语名称又更改为“反资本主义左翼”，荷兰语名称也更改为“争取反资本主义计划潮流”。该党是第四国际比利时支部，曾派代表出席欧洲反资本主义左翼的会议。厄内斯特·曼德尔曾长期领导该党。该党的青年翼是“反资本主义青年”。该党出版法语刊物《左翼》和荷兰语刊物《红色》。